# رینگ (فیلم ۱۹۸۵)
رینگ (رومانیایی: Ringul) یک فیلم درام به کارگردانی سرجیو نیکلائسکو است که سال ۱۹۸۵ اکران شد. از بازیگران آن می‌توان به سرجیو نیکلائسکو، سباستیان پاپایانی، کورنلیو گاربئا، یون آنگل و ائوسبیو اشتفانسکو اشاره کرد.